# غارو: ختم اللهب
غارو: ختم اللهب (باليابانية: 牙狼〈GARO〉-炎の刻印-، بالروماجي:  : Garo -Honō no Kokuin-) هو مسلسل أنمي ياباني تلفزيوني، من إنتاج استوديو مابا، مقتبس من المسلسل الدرامي غارو، عرض الأنمي في 3 أكتوبر عام 2014 حتى 27 مارس عام 2015، وتكون من 24 حلقة + 1 أوفا.

## القصة
تدور أحداث القصة في مملكة خيالية، والتي تشبه أسبانيا أثناء محاكم التفتيش الإسبانية، يأمر مستشار ملك مملكة فاليانت بمطاردة السحرة وهذهِ المطارة تهدد كلاً من فرسان وكهنة ماكاي، وكاهنة ماكاي الذي حكم عليه بالموت على وشك أن تلد طفلًا. لويس ليون تم إنقاذه من قبل والده، وهو فارس ماكاي، وعندما يكبر سيرث ردع الذهب باعتباره واحد من سليلة فرسان الذهب، وفي الوقت نفسه أستوحذ مستشار الملك على البلاد وأصبح الملك شرير، وطردوا الأمير ألفونسو خارجًا مع والدته، هو يأتي ساعيًا لإيجاد فارس الذهب الأسطوري في أمل استعادة السيطرة على مملكته.

## الشخصيات

### الشخصيات الرئيسية
ليون لويس (باليابانية: レオン・ルイス، بالروماجي:  Reon Ruisu)
مؤدي الصوت:دايسكي ناميكاوا
جيرمان لويس (باليابانية: ヘルマン・ルイス، بالروماجي: Heruman Ruisu)
مؤدي الصوت: كينيو هوريوتشي
ألفونسو سان فاليانت (باليابانية: アルフォンソ・サン・ヴァリアンテ، بالروماجي: Arufonso San Variante)
مؤدي الصوت: كاتسوهيتو نومورا
إيما غوزمان (باليابانية: エマ・グスマン، بالروماجي: Ema Gusuman)
مؤدية الصوت: رومي باكو
جيروبا (باليابانية: ジルバ، بالروماجي: Jiruba)
مؤدية الصوت: أيا إندو

### شخصيات أخرى
زاروبا (باليابانية: ザルバ، بالروماجي: Zaruba)
مؤدي الصوت: هيرونوبو كاغياما
فيرناندو سان فاليانت (باليابانية: フェルナンド・サン・ヴァリアンテ، بالروماجي: Ferunando San Variante)
مؤدي الصوت: كوسوكي غوتو
إيسميرادا (باليابانية: エスメラルダ، بالروماجي: Esumeraruda)
مؤدية الصوت: ناتسومي تادا
غارسيا (باليابانية: ガルシア، بالروماجي: Garushia)
مؤدي الصوت: كاتسوهيسا هوكي
هيمينا كورونادو (باليابانية: ヒメナ・コロナー، بالروماجي: ド Himena Koronādo)
مؤدية الصوت: يومي سودو
روبيرتو لويس (باليابانية: ロベルト・ルイス، بالروماجي: Roberuto Ruisu)
مؤدية الصوت: ميو توميتا
ميندوزا (باليابانية: メンドーサ، بالروماجي: Mendōsa)
مؤدي الصوت: تاكايا هاشي
أوكوتابيا (باليابانية: オクタビア، بالروماجي: Okutabia)
مؤدية الصوت: ماري دوي
بيرناردو ديون (باليابانية: ベルナルド・ディオン، بالروماجي: Berunarudo Dion)
مؤدي الصوت: هيروشي ياناكا
داريو مونتويا (باليابانية: ダリオ・モントーヤ، بالروماجي: Dario Montōya)
مؤدي الصوت: ماساتو هاجيوارا

## وصلات خارجية
- الموقع الرسمي
- غارو: ختم اللهب عند تلفزيون طوكيو
- موقع غارو: ديفاين فليم الرسمي
- موقع غارو: القمر القرمزي الرسمي
- غارو: القمر القرمزي عند تلفزيون طوكيو
- Usuzumizakura: Garo official website
- موقع غارو: فانيشينغ لاين الرسمي
- غارو: فانيشينغ لاين  عند تلفزيون طوكيو

غارو: ختم اللهب على موقع ANN anime (الإنجليزية)